# Lambda Andromedae
Lambda Andromedae (λ And / λ Andromedae) è una stella gigante gialla di magnitudine 3,82 situata nella costellazione di Andromeda. Dista 84 anni luce dal sistema solare.

## Osservazione

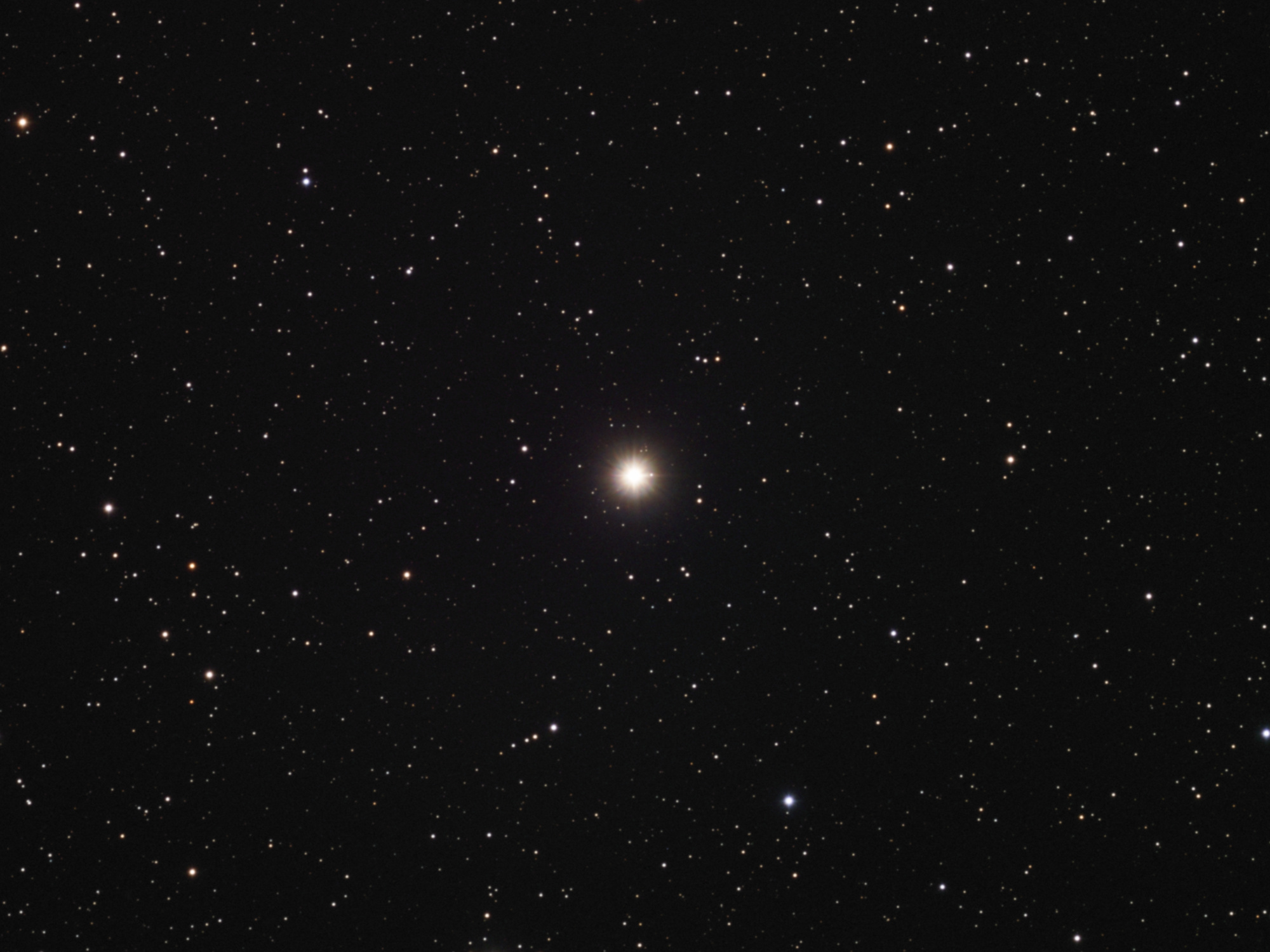
λ Andromedae

Si tratta di una stella situata nell'emisfero celeste boreale. La sua posizione è fortemente boreale e ciò comporta che la stella sia osservabile prevalentemente dall'emisfero nord, dove si presenta circumpolare anche da gran parte delle regioni temperate; dall'emisfero sud la sua visibilità è invece limitata alle regioni temperate inferiori e alla fascia tropicale. Essendo di magnitudine 3,8, la si può osservare anche dai piccoli centri urbani senza difficoltà, sebbene un cielo non eccessivamente inquinato sia maggiormente indicato per la sua individuazione.
Il periodo migliore per la sua osservazione nel cielo serale ricade nei mesi compresi fra fine agosto e dicembre; nell'emisfero nord è visibile anche fino alla metà dell'inverno, grazie alla declinazione boreale della stella, mentre nell'emisfero sud può essere osservata limitatamente durante i mesi della primavera australe.

## Caratteristiche fisiche
La stella è in realtà una binaria spettroscopica con un periodo orbitale di 20,52 giorni ed una distanza media tra le due componenti di appena 0,24 UA. La principale è una gigante gialla ed ha una magnitudine assoluta di 1,76 mentre la sua velocità radiale positiva indica che la stella si sta allontanando dal sistema solare. Il sistema binario è anche una variabile RS Canum Venaticorum, con la magnitudine che passa da +3,69 a + 3,97 in un periodo di 54,2 giorni.